# RD–36–51
Az RD–36–51 a Szovjetunióban az OKB–36-os tervezőirodában (ma: NPO Szaturn) kifejlesztett gázturbinás sugárhajtómű., melyet a Tu–144D szuperszonikus utasszállító repülőgépeken alkalmaztak. Sorozatgyártása a Ribinszki Motorgyárban folyt.